# پریشتپو
پریشتپو (به چکی: Příštpo) یک منطقهٔ مسکونی در جمهوری چک است که در منطقه تربیچ واقع شده‌است. پریشتپو ۱۴٫۴۱ کیلومتر مربع مساحت و ۲۷۳ نفر جمعیت دارد و ۴۱۳ متر بالاتر از سطح دریا واقع شده‌است.